# سوزان دبليو. تانر
سوزان دبليو. تانر (بالإنجليزية: Susan W. Tanner)‏ هي مبشرة أمريكية، ولدت في 10 يناير 1953.